# علي أبو سامية
علي أبو سامية (مواليد 25 ديسمبر 1968) هو مبارز بالسيف أردني، مثّل بلاده في الألعاب الأولمبية الصيفية 1988.

## روابط خارجية
علي أبو سامية على موقع اللجنة الأولمبية الدولية (الإنجليزية)
- علي أبو سامية على موقع أوليمبيديا (الإنجليزية)